# Багатське
Бага́тське (рос. Богатское) — селище (колишнє село) у складі Хабарського району Алтайського краю, Росія. Входить до складу Новоільїнської сільської ради.

## Населення
Населення — 248 осіб (2010; 327 у 2002).
Національний склад (станом на 2002 рік):
- росіяни — 88 %